# Sindaci di Gioia Tauro
Di seguito l'elenco cronologico dei sindaci di Gioia Tauro e delle altre figure apicali equivalenti che si sono succedute nel corso della storia.

## Regno di Napoli (1302-1816)
| Nominativo        | Partito | Mandato | Mandato |
| Nominativo        | Partito | Inizio  | Fine    |
| ----------------- | ------- | ------- | ------- |
| Giovanni Attisani | –       | 1809    | 1815    |
| Filippo Dornana   | –       | 1815    | 1816    |

## Regno delle Due Sicilie (1816-1861)
| Nominativo                 | Partito | Mandato | Mandato |
| Nominativo                 | Partito | Inizio  | Fine    |
| -------------------------- | ------- | ------- | ------- |
| Filippo Dornana            | –       | 1816    | 1818    |
| Francesco Antonio Romeo    | –       | 1818    | 1820    |
| Carmine Rugiero            | –       | 1820    | 1821    |
| Francesco Rosario Attisani | –       | 1821    | 1827    |
| Carmine Sorace             | –       | 1827    | 1831    |
| Francesco Rosario Attisani | –       | 1831    | 1840    |
| Luigi Baldari              | –       | 1840    | 1853    |
| Michele Caprì              | –       | 1853    | 1855    |
| Luigi Baldari              | –       | 1855    | 1861    |

## Regno d'Italia (1861-1946)
| Sindaci nominati dal governo (1861-1890)                           | Sindaci nominati dal governo (1861-1890) | Sindaci nominati dal governo (1861-1890) | Sindaci nominati dal governo (1861-1890) |
| Nominativo                                                         | Partito                                  | Mandato                                  | Mandato                                  |
| Nominativo                                                         | Partito                                  | Inizio                                   | Fine                                     |
| ------------------------------------------------------------------ | ---------------------------------------- | ---------------------------------------- | ---------------------------------------- |
| Luigi Baldari                                                      | –                                        | 1861                                     | 1865                                     |
| Giuseppe Lombardo                                                  | –                                        | 1865                                     | 1869                                     |
| Francesco Tranfo                                                   | –                                        | 1869                                     | 1872                                     |
| Angelo Briglia                                                     | –                                        | 1872                                     | 1881                                     |
| Pasquale Plateroti                                                 | –                                        | 30 luglio 1881                           | 13 settembre 1881                        |
| Francesco Tranfo                                                   | –                                        | 1881                                     | 1885                                     |
| Francesco Tripodi                                                  | –                                        | 1885                                     | 1896                                     |
| Sindaci eletti dal consiglio comunale (1890-1926)                  |                                          |                                          |                                          |
| Nominativo                                                         | Partito                                  | Mandato                                  | Mandato                                  |
| Nominativo                                                         | Partito                                  | Inizio                                   | Fine                                     |
| Francesco Bianchi                                                  | –                                        | 1896                                     | 1908                                     |
| Pietro Baldari                                                     | –                                        | 1896                                     | 1908                                     |
| Ferdinando Rescigno                                                | –                                        | 1896                                     | 1908                                     |
| Francesco Tripodi                                                  | –                                        | 1908                                     | 1909                                     |
| Antonio Pecoraro (Commissario governativo)                         | –                                        | 1909                                     | 1910                                     |
| Pietro Baldari                                                     | –                                        | 1910                                     | 1911                                     |
| Ferdinando Antonio Romeo                                           | –                                        | 1911                                     | 1913                                     |
| Pietro Baldari                                                     | –                                        | 1913                                     | 1921                                     |
| Francesco Storace Tripodi                                          | –                                        | 1921                                     | 1926                                     |
| Podestà nominati dal governo (1926-1944)                           |                                          |                                          |                                          |
| Nominativo                                                         | Partito                                  | Mandato                                  | Mandato                                  |
| Nominativo                                                         | Partito                                  | Inizio                                   | Fine                                     |
| Francesco Storace Tripodi                                          | –                                        | 1926                                     | 1930                                     |
| Domenico Mannino (Commissario prefettizio)                         | –                                        | 1930                                     | 1930                                     |
| Antonio Teresi (Commissario prefettizio)                           | –                                        | 1930                                     | 1931                                     |
| Vittorio Sandicchi (Commissario prefettizio)                       | –                                        | 1931                                     | 1932                                     |
| Luigi Managò                                                       | –                                        | 1932                                     | 1934                                     |
| Antonio Lacquaniti (Commissario prefettizio)                       | –                                        | 1934                                     | 1935                                     |
| Antonio Lagani                                                     | –                                        | 1935                                     | 1935                                     |
| Pasquale De Gori (Commissario prefettizio)                         | –                                        | 1936                                     | 1936                                     |
| Antonio Careri (Commissario prefettizio)                           | –                                        | 1937                                     | 1937                                     |
| Antonio Cordopatri                                                 | –                                        | 1937                                     | 1944                                     |
| Sindaci nominati dal Comitato di Liberazione Nazionale (1944-1946) |                                          |                                          |                                          |
| Nominativo                                                         | Partito                                  | Mandato                                  | Mandato                                  |
| Nominativo                                                         | Partito                                  | Inizio                                   | Fine                                     |
| Antonio Cordopatri (Commissario prefettizio)                       | –                                        | 1944                                     | 1945                                     |

## Repubblica italiana (dal 1946)
| Sindaci eletti dal consiglio comunale (1946-1995)                                                     | Sindaci eletti dal consiglio comunale (1946-1995) | Sindaci eletti dal consiglio comunale (1946-1995) | Sindaci eletti dal consiglio comunale (1946-1995) | Sindaci eletti dal consiglio comunale (1946-1995) | Sindaci eletti dal consiglio comunale (1946-1995) | Sindaci eletti dal consiglio comunale (1946-1995)                            |
| Nominativo                                                                                            | Partito                                           | Partito                                           | Partito                                           | Partito                                           | Mandato                                           | Mandato                                                                      |
| Nominativo                                                                                            | Partito                                           | Partito                                           | Partito                                           | Partito                                           | Inizio                                            | Fine                                                                         |
| --- | ------------------------------------------------- | ------------------------------------------------- | ------------------------------------------------- | ------------------------------------------------- | ------------------------------------------------- | ---------------------------------------------------------------------------- |
| Ferdinando Gullace                                                                                    | –                                                 | –                                                 | –                                                 | –                                                 | 1946                                              | 1950                                                                         |
| Antonio Rizzo (Commissario prefettizio)                                                               | –                                                 | –                                                 | –                                                 | –                                                 | 1950                                              | 1951                                                                         |
| Ferdinando Gullace                                                                                    | –                                                 | –                                                 | –                                                 | –                                                 | 1951                                              | 1953                                                                         |
| Nicola Gentile (Prosindaco)                                                                           | –                                                 | –                                                 | –                                                 | –                                                 | 1953                                              | 1954                                                                         |
| Ferdinando Gullace                                                                                    | –                                                 | –                                                 | –                                                 | –                                                 | 1954                                              | 1957                                                                         |
| Rocco Sciarrone                                                                                       | –                                                 | –                                                 | –                                                 | –                                                 | 1957                                              | 1964                                                                         |
| Antonio Arlacchi                                                                                      | –                                                 | –                                                 | –                                                 | –                                                 | 1964                                              | 1965                                                                         |
| Arcangelo Surace (Assessore anziano)                                                                  | –                                                 | –                                                 | –                                                 | –                                                 | 1965                                              | 1967                                                                         |
| Pietro Sorace                                                                                         | –                                                 | –                                                 | –                                                 | –                                                 | 1967                                              | 1970                                                                         |
| Vincenzo Gentile                                                                                      | –                                                 | –                                                 | –                                                 | –                                                 | 1970                                              | 1981                                                                         |
| Antonino Pedà                                                                                         |                                                   | Partito Comunista Italiano                        | Partito Comunista Italiano                        | Partito Comunista Italiano                        | 1981                                              | 1985                                                                         |
| Vincenzo Gentile                                                                                      | –                                                 | –                                                 | –                                                 | –                                                 | 1985                                              | 1987                                                                         |
| Giuseppe Cento                                                                                        | –                                                 | –                                                 | –                                                 | –                                                 | 1987                                              | 1988                                                                         |
| Giuseppe De Stefano (Commissario prefettizio)                                                         | –                                                 | –                                                 | –                                                 | –                                                 | 1988                                              | 1988                                                                         |
| Giuseppe Strangi                                                                                      |                                                   | Partito Repubblicano Italiano                     | Partito Repubblicano Italiano                     | Partito Repubblicano Italiano                     | 18 novembre 1988                                  | 18 gennaio 1993                                                              |
| Pietro Mattei Paolo Piazza Tommaso Priolo Attilio Battaglia Renato Stranges (Commissari straordinari) | –                                                 | –                                                 | –                                                 | –                                                 | 18 gennaio 1993 8 giugno 1993 14 dicembre 1994    | 8 giugno 1993 14 dicembre 1994 8 maggio 1995                                 |
| Sindaci eletti direttamente dai cittadini (dal 1995)                                                  |                                                   |                                                   |                                                   |                                                   |                                                   |                                                                              |
| Nominativo                                                                                            | Partito                                           | Partito                                           | Coalizione                                        | Coalizione                                        | Mandato                                           | Mandato                                                                      |
| Nominativo                                                                                            | Partito                                           | Partito                                           | Coalizione                                        | Coalizione                                        | Inizio                                            | Fine                                                                         |
| Aldo Alessio                                                                                          |                                                   | Partito Democratico della Sinistra                |                                                   | PDS-SI                                            | 8 maggio 1995                                     | 25 gennaio 1996                                                              |
| Aldo Alessio                                                                                          |                                                   | Lista civica di sinistra                          |                                                   | PDS-SI-PRC-L. civiche                             | 10 giugno 1996                                    | 26 settembre 1996                                                            |
| Oreste Iovino (Commissario prefettizio)                                                               | –                                                 | –                                                 | –                                                 | –                                                 | 28 settembre 1996                                 | 12 ottobre 1996                                                              |
| Oreste Iovino (Commissario straordinario)                                                             | –                                                 | –                                                 | –                                                 | –                                                 | 12 ottobre 1996                                   | 28 aprile 1997                                                               |
| Aldo Alessio                                                                                          |                                                   | Lista civica di centro-sinistra                   |                                                   | PDS-SI-PRC-PPI-L. civiche                         | 12 maggio 1997                                    | 28 maggio 2001                                                               |
| Giorgio Dal Torrione                                                                                  |                                                   | Centro Cristiano Democratico                      |                                                   | CCD-CDU-L. civiche                                | 28 maggio 2001                                    | 30 maggio 2006                                                               |
| Giorgio Dal Torrione                                                                                  | Cristiani Democratici Uniti                       |                                                   |                                                   | CCD-CDU-L. civiche                                | 28 maggio 2001                                    | 30 maggio 2006                                                               |
| Giorgio Dal Torrione                                                                                  |                                                   | Lista civica di centro-destra                     |                                                   | UdC-AN-NPSI-L. civiche                            | 30 maggio 2006                                    | 24 aprile 2008                                                               |
| Gerardo Bisogno Mario Fasano Rocco Galati Maurizio Alicandro Oreste Iovino (Commissari straordinari)  | –                                                 | –                                                 | –                                                 | –                                                 | 24 aprile 2008 20 febbraio 2009                   | 20 febbraio 2009 27 luglio 2009                                              |
| Francesca Anna Maria Crea Domenico Giordano Luigi Pizzi (Commissari straordinari)                     | –                                                 | –                                                 | –                                                 | –                                                 | 27 luglio 2009                                    | 30 marzo 2010                                                                |
| Renato Bellofiore                                                                                     |                                                   | Lista civica                                      |                                                   | Liste civiche                                     | 13 aprile 2010                                    | 7 maggio 2014                                                                |
| Raffaele Ruberto (Commissario prefettizio)                                                            | –                                                 | –                                                 | –                                                 | –                                                 | 7 maggio 2014                                     | 9 giugno 2014                                                                |
| Raffaele Ruberto (Commissario straordinario)                                                          | –                                                 | –                                                 | –                                                 | –                                                 | 9 giugno 2014                                     | 23 febbraio 2015                                                             |
| Francesco Antonio Cappetta (Commissario straordinario)                                                | –                                                 | –                                                 | –                                                 | –                                                 | 23 febbraio 2015                                  | 19 giugno 2015                                                               |
| Giuseppe Pedà                                                                                         |                                                   | Area Popolare                                     |                                                   | FI-AP(NCD-UdC)-CD-L. civiche                      | 19 giugno 2015                                    | 30 dicembre 2016                                                             |
| Domenico Fichera (Commissario prefettizio)                                                            | –                                                 | –                                                 | –                                                 | –                                                 | 30 dicembre 2016                                  | 3 febbraio 2017                                                              |
| Domenico Fichera (Commissario straordinario)                                                          | –                                                 | –                                                 | –                                                 | –                                                 | 3 febbraio 2017                                   | 15 maggio 2017                                                               |
| Berardino Nuovo Franca Tancredi Vito Turco Pasquale Aversa Antonio Reppucci (Commissari straordinari) | –                                                 | –                                                 | –                                                 | –                                                 | 15 maggio 2017 9 agosto 2018 10 settembre 2018    | 11 giugno 2019 9 agosto 2018 11 giugno 2019 10 settembre 2018 11 giugno 2019 |
| Aldo Alessio                                                                                          |                                                   | Lista civica                                      |                                                   | Liste civiche                                     | 11 giugno 2019                                    | 24 giugno 2024                                                               |
| Simona Scarcella                                                                                      |                                                   | Forza Italia                                      |                                                   | Forza Italia Giovani Gioia Tauro - Liste civiche  | 24 giugno 2024                                    | in carica                                                                    |